# Siewruki (obwód brzeski)
Siewruki (biał. Сеўрукі; ros. Севруки) – wieś na Białorusi, w obwodzie brzeskim, w rejonie baranowickim, w sielsowiecie Żamczużny.
W dwudziestoleciu międzywojennym wieś leżała w Polsce, w województwie nowogródzkim, w powiecie baranowickim.
Znajduje się tu rzymskokatolicka kaplica pw. Matki Bożej Miłosierdzia, należąca do parafii Przemienienia Pańskiego w Nowej Myszy.